# Холл, Дэшон
Дэшон Холл (англ. Daeshon Hall; 14 июня 1995, Сиэтл, Вашингтон) — профессиональный американский футболист, выступающий на позиции ди-энда. Играл в НФЛ за «Каролину Пэнтерс» и «Филадельфию Иглз». На студенческом уровне играл за команду Техасского университета A&M. На драфте НФЛ 2017 года был выбран в третьем раунде.

## Биография
Дэшон Холл родился 14 июня 1995 года в Сиэтле. Он учился в старшей школе города Ланкастер в Техасе, играл за её футбольную команду. В выпускной год он сделал 83 захвата и 23 сэка, был включён в символическую сборную звёзд штата и признан Игроком года в защите в лиге. На момент окончания школы Холл занимал шестую позицию в рейтинге лучших молодых ди-эндов по версии сайта Scout, в аналогичных рейтингах Rivals и ESPN он был пятнадцатым и сороковым соответственно.

### Любительская карьера
После окончания школы Холл поступил в Техасский университет A&M. В 2013 году он дебютировал в футбольном турнире NCAA, сыграв за команду в тринадцати матчах и сделав 29 захватов. В сезоне 2014 года он принял участие в тринадцати играх, в пяти из которых заменял в стартовом составе травмированного Майлза Гарретта. На счету Холла было 29 захватов и 4,5 сэка.
В 2015 году Холл стал игроком стартового состава команды. В тринадцати матчах он сделал 54 захвата и семь сэков, получил одну награду лучшему защитнику недели в Юго-Восточной конференции. В последнем сезоне карьеры он сыграл тринадцать матчей, сделав 50 захватов и 4,5 сэка.

#### Статистика выступлений в NCAA
| Сезон | Команда         | Игры | Захваты | Захваты | Захваты | Захваты | Захваты | Перехваты | Перехваты | Перехваты | Перехваты | Перехваты | Фамблы | Фамблы | Фамблы | Фамблы |
| Сезон | Команда         | Игры | Solo    | Ast     | Tot     | Loss    | Sk      | Int       | Yds       | Y/R       | TD        | PD        | FR     | Yds    | TD     | FF     |
| ----- | --------------- | ---- | ------- | ------- | ------- | ------- | ------- | --------- | --------- | --------- | --------- | --------- | ------ | ------ | ------ | ------ |
| 2013  | Техас A&M Эггис | 13   | 11      | 17      | 28      | 3,0     | 0,0     | 1         | 54        | 54,0      | 0         | 0         | 0      | 0      | 0      | 0      |
| 2014  | Техас A&M Эггис | 13   | 7       | 19      | 26      | 5,0     | 3,5     | 0         | 0         | 0,0       | 0         | 0         | 0      | 0      | 0      | 0      |
| 2015  | Техас A&M Эггис | 13   | 21      | 33      | 54      | 14,5    | 7,0     | 0         | 0         | 0,0       | 0         | 2         | 0      | 0      | 0      | 2      |
| 2016  | Техас A&M Эггис | 13   | 28      | 22      | 50      | 13,0    | 3,5     | 0         | 0         | 0,0       | 0         | 1         | 2      | 0      | 0      | 2      |
| Всего | Всего           | 52   | 67      | 91      | 158     | 35,5    | 15,0    | 1         | 54        | 54,0      | 0         | 3         | 2      | 0      | 0      | 4      |

### Профессиональная карьера
Перед драфтом НФЛ 2017 года аналитик сайта лиги Лэнс Зирлейн отмечал физические данные Холла, его универсальность и профессиональное отношение к футболу. По его мнению, игрок мог заинтересовать клубы НФЛ своим потенциалом к использованию в роли внутреннего пас-рашера в схеме 3—4. Сильными сторонами Холла Зирлейн называл опыт игры на различных позициях в защите, его быстрый прогресс во время игры в NCAA, быстроту и длину рук, умение действовать против двойных блоков. Среди минусов назывались недостаток мышечной массы, необходимость проявлять больше лидерских качеств, технические ошибки.
В третьем раунде драфта Холл был выбран «Каролиной Пэнтерс». В мае он подписал с командой четырёхлетний контракт. В составе клуба он дебютировал в первом матче регулярного чемпионата 2017 года против «Сан-Франциско». В этой игре Холл получил травму колена, потребовавшую хирургического вмешательства, и выбыл из строя до конца сезона. Летом 2018 года во время сборов он не смог выиграть борьбу за место в составе и перед началом чемпионата был отчислен. Часть сезона он провёл в тренировочных составах «Хьюстона» и «Сан-Франциско». В конце сезона его пригласили в тренировочный состав «Филадельфии». Холл сыграл за «Иглз» в трёх матчах чемпионата, преимущественно выходя на поле в составе специальных команд. 
В сезоне 2019 года он принял участие в девяти матчах чемпионата, в заключительный игровой день получив разрыв крестообразных связок колена. В межсезонье он не сумел пройти тесты на физическую готовность, был выставлен клубом на драфт отказов, а затем включён в список игроков, не готовых к физической активности. В октябре 2020 года «Иглз» отчислили Холла. Интерес к нему проявляли «Нью-Йорк Джетс», но он не смог пройти медицинский осмотр. В декабре его пригласили в тренировочный состав «Сан-Франциско». В сезоне 2020 года Холл на поле не выходил. В июле 2021 года клуб отчислил его.

#### Статистика выступлений в НФЛ
| Сезон | Команда          | Игры | Захваты | Захваты | Захваты | Захваты | Захваты | Перехваты | Перехваты | Перехваты | Перехваты | Перехваты | Фамблы | Фамблы | Фамблы | Фамблы |
| Сезон | Команда          | Игры | Solo    | Ast     | Tot     | Loss    | Sk      | Int       | Yds       | Y/R       | TD        | PD        | FR     | Yds    | TD     | FF     |
| ----- | ---------------- | ---- | ------- | ------- | ------- | ------- | ------- | --------- | --------- | --------- | --------- | --------- | ------ | ------ | ------ | ------ |
| 2017  | Каролина Пэнтерс | 1    | 0       | 0       | 0       | 0       | 0,0     | 0         | 0         | 0,0       | 0         | 0         | 0      | 0      | 0      | 0      |
| 2018  | Филадельфия Иглз | 3    | 2       | 1       | 3       | 0       | 0,5     | 0         | 0         | 0,0       | 0         | 0         | 0      | 0      | 0      | 0      |
| 2019  | Филадельфия Иглз | 9    | 4       | 2       | 6       | 1       | 1,0     | 0         | 0         | 0,0       | 0         | 0         | 0      | 0      | 0      | 0      |
| Всего | Всего            | 12   | 6       | 3       | 9       | 1       | 1,5     | 0         | 0         | 0,0       | 0         | 0         | 0      | 0      | 0      | 1      |